# Барбьери, Мигель
Мигель Анхель Барбьери (исп. Miguel Ángel Barbieri; род. 24 августа 1993, Буэнос-Айрес) — аргентинский футболист, защитник клуба «Тихуана», выступающий на правах аренды за «Керетаро».

## Биография
Мигель Барбьери начинал заниматься футболом в системе футбольного клуба «Архентинос Хуниорс». Затем он присоединился к команде «Дефенсорес Бельграно», за которую играл в Примере B Метрополитане. В начале 2016 года защитник защитник был отдан в аренду на полтора года «Расингу» из Авельянеды. 17 апреля 2016 года он дебютировал в аргентинской Примере, выйдя на замену после перерыва в домашнем матче с командой «Архентинос Хуниорс». 22 апреля 2017 года Барбьери забил свой первый гол на высшем уровне, отметившись в домашнем поединке против «Атлетико Тукумана».
В июле 2017 года защитник заключил с «Расингом» полноценный контракт, а спустя год был отдан в аренду клубу «Росарио Сентраль».